# Adriano Ferreira Martins
Adriano Ferreira Martins oder einfach Adriano (* 21. Januar 1982 in São Paulo) ist ein ehemaliger brasilianischer Fußballspieler, der zuletzt für AA Portuguesa (RJ) unter Verstand stand.

## Karriere
Adriano wurde in São Paulo (SP) geboren und begann seine Karriere 2002 bei AA Itararé, nachdem er zuvor in den Jugendmannschaften von Santa Cruz FC und Osasco FC gespielt hatte. Im folgenden Jahr wurde er von ADA Paraná verpflichtet und später an Treze (2003), Botafogo FC (PB) (2004) und Arapongas EC (2005) ausgeliehen, wo er mit 11 Toren einer der besten Torschützen der Segunda Divisão Paranaense wurde.
Im Juni 2011 verließ Adriano Gamba Osaka und wechselte zum Katarischen Verein El Jaish, wo er einen Dreijahresvertrag unterschrieb. In seiner ersten Saison bei El Jaish wurde Adriano mit 18 Toren in 20 Spielen Torschützenkönig der Qatar Stars League.
Adriano zeigte Interesse, für die Nationalmannschaft von Katar zu spielen, allerdings hätte er bis 2014 warten müssen, um eingebürgert zu werden.
Im Juni 2018 wechselte Adriano zu Barra da Tijuca. Eine schwere Verletzung verhinderte jedoch, dass er ein Spiel für den Verein absolvierte. Danach war er bis Dezember 2019 vereinslos, als er sich AA Portuguesa (RJ) anschloss.

## Erfolge
Auszeichnungen
- Torschützenkönig der Qatar Stars League 2011/12 mit 18 Toren